# ジェットスポーツ
ジェットスポーツ（Jet Sports）とは、水上オートバイを用いる競技（モータースポーツ）である。各競技団体で内容が異なる。

## 種類

### タイムトライアルレース
1人ずつ走行しタイムを競い合う。

#### クローズド競技
ブイで仕切ったコースを周回しタイムを競い合う競技である。

#### スラローム
5つのブイを並べてスラローム走行を行いタイムを競い合う競技である。

### スプリントレース
ブイで仕切ったコースを複数のライダーで周回しスピードと旋回技術を競い合う競技である

### フリースタイル
主にスタンドアップタイプの水上バイクを用いてアクロバティックな演技を行い得点を競い合う競技である

### フリーライド
スタンドアップタイプ、ランナバウトタイプを問わず海面を駆け巡り自由に演技を行い得点を競い合う競技である